# Tracy Ward
Tracy Louise Ward, Marchioness of Worcester, zwykle jako Tracy Ward (ur. 22 grudnia 1958 w Londynie) – brytyjska aktorka i działaczka organizacji ekologicznych.

## Życiorys
Córka Petera Alisteira Warda (młodszego syna 3. hrabiego Dudley) i Claire Leonory Baring, córki Amyasa Evelyna Gilesa Baringa. Jej siostrą jest aktorka Rachel Ward, znana z roli w Ptakach ciernistych krzewów. Tracy Ward dorastała w posiadłości ojca w Cornwell w hrabstwie Oxfordshire. Po ukończeniu nauki udała się do Paryża, gdzie rozpoczęła karierę modelki. Później pracowała w domu aukcyjnym Christie’s w Nowym Jorku, najpierw jako sekretarka, później jako sprzedawczyni dzieł sztuki. Niedługo po ukończeniu 20. lat rozpoczęła naukę aktorstwa w londyńskiej Academy of Live and Recorded Arts oraz London Drama School.
Jej najbardziej rozpoznawaną rolą jest rola Tessy Robinson w nadawanym w latach 80. serialu kryminalnym C.A.T.S. Eyes. Zagrała również w innych serialach, takich jak Cluedo czy Doktor Who. Jej dorobek jako aktorki teatralnej obejmuje m.in. Our Day Out (w Nottingham Playhouse) i Intimacy (w Cafe Theatre).
W 1987 r. poślubiła brytyjskiego arystokratę i posiadacza ziemskiego, Henry'ego Johna FitzRoya Somerseta, markiza Worcester (ur. 22 maja 1952), najstarszego syna Davida Somerseta, 11. księcia Beaufort i lady Caroline Jane Thynne, córki 6. markiza Bath. Henry i Tracy mają razem dwóch synów i córkę:
- Robert Somerset (ur. 20 stycznia 1989), hrabia Glamorgan, zw. Booby Worcester,
- Isabella Elsa Somerset (ur. 1991), zw. Bella Worcester,
- Alexander Somerset (ur. 3 września 1995), zw. Xan Worcester.

Pod koniec lat 80. Tracy Worcester zrezygnowała z kariery aktorskiej i poświęciła się działalności w organizacjach ekologicznych. Działała m.in. we Friends of the Earth, International Society for Ecology and Culture, Trustee of the Gaia Foundation, Schumacher Society i Bath Environment Centre. Współpracuje z magazynem "The Ecologist". Działała również w Referendum Party, sprzeciwiającej się rozszerzeniu UE. W 2009 r. nakręciła film dokumentalny Pig Business, traktujący o przemysłowej hodowli świń (prowadzonej przez Smithfield Foods) i jej negatywnym wpływie na środowisko naturalne oraz zdrowie ludzi.

## Filmografia
- 1985: Doktor Who jako Katz
- 1985: Mussolini: Nieopowiedziana historia (Mussolini: The Untold Story) jako hrabina Maria Ciano
- 1986-1987: C.A.T.S. Eyes jako Tessa Robinson
- 1990: Cluedo, seria I, jako Miss Scarlett